# Discella castanea
Discella castanea är en svampart som först beskrevs av Pier Andrea Saccardo, och fick sitt nu gällande namn av Arx 1970. Discella castanea ingår i släktet Discella och familjen Mycosphaerellaceae.   Inga underarter finns listade i Catalogue of Life.